# 7 (album de S Club 7)
Pour les articles homonymes, voir Seven.
Albums de S Club 7
S Club
(1999) Sunshine
(2001)
Singles
1. Reach
Sortie : 22 mai 2000
2. Natural
Sortie : 11 septembre 2000
3. Never Had a Dream Come True
Sortie : 27 novembre 2000

7 est le 2e album sorti par le S Club 7. Il est sorti le 12 juin 2000 au Royaume-Uni et le 14 novembre 2000 aux États-Unis. Il a été réalisé par la maison de disques Polydor et a récolté la première position au Royaume-Uni où il a été certifié triple platine (+ de 900 000 albums vendus). En Amérique du Nord, l'album obtient la soixante-neuvième position et est certifié or (+ de 500 000 albums vendus).

## Liste des titres
| No  | Titre                                             | Auteur                                    | Durée |
| --- | ------------------------------------------------- | ----------------------------------------- | ----- |
| 1.  | Reach                                             | Cathy Dennis, Andrew Todd                 | 4:03  |
| 2.  | Natural (Titre original : Tous les maux d'amour,) | Gabriel Fauré, Jean Fredenucci, Norma Ray | 3:22  |
| 3.  | I'll Keep Waiting                                 | Cathy Dennis, Simon Ellis                 | 3:28  |
| 4.  | Bring the House Down                              | Tracy Ackerman, Andy Watkins, Paul Wilson | 3:02  |
| 5.  | Best Friend                                       | S. Emanuel, Tim Laws, Bradley McIntosh    | 3:59  |
| 6.  | All in Love is Fair                               | Cathy Dennis, Simon Ellis                 | 4:16  |
| 7.  | Love Train                                        | Cathy Dennis, Andrew Todd                 | 3:41  |
| 8.  | Cross My Heart                                    | Tracy Ackerman, Andy Watkins, Paul Wilson | 3:33  |
| 9.  | The Colour of Blue                                | Lars Aass, Bottolf Lødemel                | 3:14  |
| 10. | I'll Be There                                     | Cathy Dennis, Daniel Poku                 | 3:23  |
| 11. | Two in a Million (Boyfriends & Birthdays version) | Cathy Dennis, Simon Ellis                 | 3:34  |

Pistes bonus
| No  | Titre                       | Auteur                    | Durée |
| --- | --------------------------- | ------------------------- | ----- |
| 12. | Lately                      | Stevie Wonder             | 4:34  |
| 13. | Never Had a Dream Come True | Cathy Dennis, Simon Ellis | 4:00  |

## Réédition (2001)
| No  | Titre                                             | Durée |
| --- | ------------------------------------------------- | ----- |
| 1.  | Reach                                             | 4:03  |
| 2.  | Natural (Titre original : Tous les maux d'amour,) | 3:22  |
| 3.  | I'll Keep Waiting                                 | 3:28  |
| 4.  | Bring the House Down                              | 3:02  |
| 5.  | Best Friend                                       | 3:59  |
| 6.  | All in Love is Fair                               | 4:16  |
| 7.  | Love Train                                        | 3:41  |
| 8.  | Cross My Heart                                    | 3:33  |
| 9.  | The Colour of Blue                                | 3:14  |
| 10. | I'll Be There                                     | 3:23  |
| 11. | Stand By You                                      | 3:03  |
| 12. | Spiritual Love                                    | 3:34  |
| 13. | Lately                                            | 4:34  |
| 14. | Never Had a Dream Come True                       | 4:00  |